# Uncharted 2: Among Thieves
Uncharted 2: Among Thieves este un joc de acțiune-aventură third-person shooter elaborat de Naughty Dog și publicat de Sony Computer Entertainment exclusiv pentru PlayStation 3. Este al doilea joc din serie după cel apărut din 2007, Uncharted: Drake's Fortune. A fost pentru prima dată anunțat la 1 decembrie 2008. A fost lansat în octombrie 2009.
A primit recenzii foarte bune și a fost un succes comercial. Metacritic l-a numit jocul cel mai bine primit de critici pentru anul 2009, și a cârștigat premiul Game of the Year din partea IGN, Eurogamer, Game Informer, Joystiq, Kotaku, Giant Bomb, AIAS, X-Play, Game Developers Choice Awards, și Spike Video Game Awards edițiile din anul 2009. Al treilea joc din serie, Uncharted 3: Drake's Deception, a fost lansat pe 1 noiembrie 2011.